# Campionati mondiali juniores di sci alpino 1999
I Campionati mondiali juniores di sci alpino 1999, 18ª edizione della manifestazione organizzata dalla Federazione Internazionale Sci, si svolsero in Francia, a Pra Loup, dal 9 al 14 marzo. Teatro delle gare furono anche le piste di Le Sauze; il programma incluse gare di discesa libera, supergigante, slalom gigante, slalom speciale e combinata, sia maschili sia femminili.

## Risultati

### Uomini

#### Discesa libera
| Pos. | Atleta                  | Nazione  | Tempo   |
| ---- | ----------------------- | -------- | ------- |
| 1    | Klaus Kröll             | Austria  | 1:08,50 |
| 2    | Kurt Engl               | Austria  | 1:08,64 |
| 3    | Thomas Graggaber        | Austria  | 1:08,65 |
| 4    | Manfred Gstatter        | Austria  | 1:08,71 |
| 5    | Florian Eckert          | Germania | 1:08,78 |
| 6    | Daniel Züger            | Svizzera | 1:08,80 |
| 7    | Mario Matt              | Austria  | 1:08,98 |
| 8    | Marc Bottollier-Lasquin | Francia  | 1:09,09 |
| 9    | Massimiliano Blardone   | Italia   | 1:09,24 |
| 10   | Andrej Šporn            | Slovenia | 1:09,25 |

Data: 10 marzo

#### Supergigante
| Pos. | Atleta           | Nazione   | Tempo   |
| ---- | ---------------- | --------- | ------- |
| 1    | Manfred Gstatter | Austria   | 1:11,87 |
| 2    | Freddy Rech      | Francia   | 1:12,07 |
| 3    | Matteo Berbenni  | Italia    | 1:12,39 |
| 4    | Jeff Hume        | Canada    | 1:12,47 |
| 5    | Igor Kozlar      | Slovenia  | 1:12,52 |
| 6    | Bradley Wall     | Australia | 1:12,63 |
| 7    | Mario Matt       | Austria   | 1:12,63 |
| 8    | Mitja Dragšič    | Slovenia  | 1:12,64 |
| 9    | Cédric Perinet   | Francia   | 1:12,71 |
| 10   | Markus Larsson   | Svezia    | 1:12,74 |

Data: 11 marzo

#### Slalom gigante
| Pos. | Atleta                | Nazione  | Tempo   |
| ---- | --------------------- | -------- | ------- |
| 1    | Christoph Alster      | Austria  | 1:48,10 |
| 2    | Freddy Rech           | Francia  | 1:48,42 |
| 3    | Mitja Dragšič         | Slovenia | 1:48,46 |
| 4    | Daniel Défago         | Svizzera | 1:48,62 |
| 5    | Mario Matt            | Austria  | 1:48,69 |
| 6    | Stein Kristian Strand | Norvegia | 1:48,74 |
| 7    | Markus Larsson        | Svezia   | 1:48,80 |
| 8    | Kurt Engl             | Austria  | 1:48,87 |
| 8    | Bernard Vajdič        | Slovenia | 1:48,87 |
| 10   | Jean-Philippe Roy     | Canada   | 1:48,93 |

Data: 13 marzo

#### Slalom speciale
| Pos. | Atleta                | Nazione  | Tempo   |
| ---- | --------------------- | -------- | ------- |
| 1    | Massimiliano Blardone | Italia   | 1:34,96 |
| 2    | Kurt Engl             | Austria  | 1:35,31 |
| 3    | Alexandre Anselmet    | Francia  | 1:35,34 |
| 4    | Mario Matt            | Austria  | 1:35,62 |
| 5    | Jean-Philippe Roy     | Canada   | 1:35,77 |
| 6    | Kristian Guay         | Canada   | 1:36,16 |
| 7    | Markus Larsson        | Svezia   | 1:36,43 |
| 8    | Julien Lizeroux       | Francia  | 1:36,48 |
| 9    | Thomas Rinfret        | Canada   | 1:36,67 |
| 10   | Mitja Dragšič         | Slovenia | 1:36,94 |

Data: 14 marzo

#### Combinata
| Pos. | Atleta                | Nazione |
| ---- | --------------------- | ------- |
| 1    | Kurt Engl             | Austria |
| 2    | Mario Matt            | Austria |
| 3    | Massimiliano Blardone | Italia  |

Data: 10-14 marzo

Classifica stilata attraverso i piazzamenti ottenuti
in discesa libera, slalom gigante e slalom speciale

### Donne

#### Discesa libera
| Pos. | Atleta               | Nazione     | Tempo   |
| ---- | -------------------- | ----------- | ------- |
| 1    | Kerstin Reisenhofer  | Austria     | 1:11,09 |
| 2    | Jonna Mendes         | Stati Uniti | 1:11,33 |
| 3    | Alison Powers        | Stati Uniti | 1:11,77 |
| 4    | Alexandra Zimmermann | Francia     | 1:11,91 |
| 5    | Fränzi Aufdenblatten | Svizzera    | 1:11,96 |
| 6    | Marlies Schild       | Austria     | 1:11,99 |
| 7    | Corinne Imlig        | Svizzera    | 1:12,07 |
| 8    | Caroline Lalive      | Stati Uniti | 1:12,12 |
| 9    | Chloé Georges        | Francia     | 1:12,21 |
| 10   | Katja Wirth          | Austria     | 1:12,28 |

Data: 13 marzo

#### Supergigante
| Pos. | Atleta               | Nazione     | Tempo   |
| ---- | -------------------- | ----------- | ------- |
| 1    | Karin Blaser         | Austria     | 1:14,06 |
| 2    | Silvia Berger        | Austria     | 1:14,14 |
| 3    | Kerstin Reisenhofer  | Austria     | 1:14,72 |
| 4    | Jonna Mendes         | Stati Uniti | 1:14,80 |
| 5    | Caroline Lalive      | Stati Uniti | 1:14,93 |
| 6    | Lucie Hrstková       | Rep. Ceca   | 1:15,14 |
| 7    | Stefanie Wolf        | Germania    | 1:15,32 |
| 8    | Lucia Recchia        | Italia      | 1:15,39 |
| 9    | Ella Alpiger         | Svizzera    | 1:15,40 |
| 10   | Fränzi Aufdenblatten | Svizzera    | 1:15,42 |

Data: 14 marzo

#### Slalom gigante
| Pos. | Atleta               | Nazione     | Tempo   |
| ---- | -------------------- | ----------- | ------- |
| 1    | Denise Karbon        | Italia      | 1:53,82 |
| 2    | Silvia Berger        | Austria     | 1:54,55 |
| 3    | Tanja Poutiainen     | Finlandia   | 1:55,00 |
| 4    | Caroline Lalive      | Stati Uniti | 1:55,14 |
| 5    | Lucie Hrstková       | Rep. Ceca   | 1:55,27 |
| 6    | Stefanie Wolf        | Germania    | 1:55,43 |
| 7    | Fränzi Aufdenblatten | Svizzera    | 1:55,44 |
| 8    | Elisabeth Görgl      | Austria     | 1:56,27 |
| 9    | Katja Wirth          | Austria     | 1:56,95 |
| 10   | Gail Kelly           | Canada      | 1:57,54 |

Data: 10 marzo

#### Slalom speciale
| Pos. | Atleta             | Nazione  | Tempo   |
| ---- | ------------------ | -------- | ------- |
| 1    | Anja Pärson        | Svezia   | 1:46,62 |
| 2    | Stefanie Wolf      | Germania | 1:48,12 |
| 3    | Elisabeth Görgl    | Austria  | 1:48,65 |
| 4    | Eva Walkner        | Austria  | 1:49,01 |
| 5    | Nicole Gius        | Italia   | 1:49,08 |
| 5    | Souazic Le Guillou | Francia  | 1:49,08 |
| 7    | Denise Karbon      | Italia   | 1:49,49 |
| 8    | Francesca Bronsino | Italia   | 1:49,66 |
| 9    | Sara-Maude Boucher | Canada   | 1:49,73 |
| 10   | Ewa Tańczak        | Polonia  | 1:49,90 |

Data: 9 marzo

#### Combinata
| Pos. | Atleta              | Nazione     |
| ---- | ------------------- | ----------- |
| 1    | Caroline Lalive     | Stati Uniti |
| 2    | Stefanie Wolf       | Germania    |
| 3    | Kerstin Reisenhofer | Austria     |

Data: 9-13 marzo

Classifica stilata attraverso i piazzamenti ottenuti
in discesa libera, slalom gigante e slalom speciale

## Medagliere per nazioni
| Pos. | Nazione     | Oro | Argento | Bronzo | Totale |
| ---- | ----------- | --- | ------- | ------ | ------ |
| 1    | Austria     | 6   | 5       | 4      | 15     |
| 2    | Italia      | 2   | 0       | 2      | 4      |
| 3    | Stati Uniti | 1   | 1       | 1      | 3      |
| 4    | Svezia      | 1   | 0       | 0      | 1      |
| 5    | Francia     | 0   | 2       | 1      | 3      |
| 6    | Germania    | 0   | 2       | 0      | 2      |
| 7    | Finlandia   | 0   | 0       | 1      | 1      |
| 7    | Slovenia    | 0   | 0       | 1      | 1      |